# Gunnar Holmberger
Gunnar Holmberger, född 11 september 1878 i Stockholm, död där 16 januari 1935, var en svensk ingenjör.
Gunnar Holmberger var son till grosshandlaren Conrad Holmberg. Efter mogenhetsexamen i Stockholm 1896 studerade han vid Lunds universitet 1897–1898 och utexaminerades från Tekniska högskolans fackavdelning för kemisk teknologi 1901. Holmberger var redaktionssekreterare i Teknisk Tidskrift 1901–1909 och huvudredaktör för densamma 1912–1913. 1906–1913 var han sekreterare och 1909–1912 kamrer i Svensk teknologförening, och 1913 inträdde han som extraordinarie tjänsteman i Kommerskollegium samt var där förste byråingenjör vid industribyråns administrativa sektion från 1919. Han tjänstgjorde även vid Statens handels- och industrikommission 1915–1918 samt var ledamot av flera kommittéer för Sveriges deltagande vid utländska världsutställningar. Holmberger redigerade tidskriften Ingenjören 1913–1915. Som författare inom det tekniska området publicerade han ett flertal artiklar, främst som medarbetare och redaktör för den tekniska avdelningen för Nordisk familjeboks tredje upplaga 1923–1934, där han bland annat skrev ett stort antal biografier över uppfinnare, industrimän med flera.